# Alice (televisieserie)
Alice is een Amerikaanse comedyserie. Hiervan werden 202 afleveringen gemaakt die oorspronkelijk van 31 augustus 1976 tot en met 19 maart 1985 werden uitgezonden op CBS. Het verhaal van de serie is gebaseerd op dat uit de tragikomische film Alice Doesn't Live Here Anymore uit 1974.
Alice werd genomineerd voor zestien Golden Globes, waarvan er acht daadwerkelijk werden toegekend: die voor beste comedyserie in 1980 (gedeeld met Taxi), die voor beste hoofdrolspeelster in een comedyserie in zowel 1979 als 1980 (Linda Lavin), die voor beste bijrolspeelster in een comedyserie in zowel 1979, 1980 (twee keer Polly Holliday) als 1981 (Diane Ladd) en die voor beste bijrolspeler in een comedyserie in zowel 1980 als 1981 (twee keer Vic Tayback, de eerste gedeeld met Danny DeVito voor Taxi en de tweede met Pat Harrington Jr. voor One Day at a Time). Ook werd Alice acht keer genomineerd voor een Primetime Emmy Award, zonder verder resultaat.

## Uitgangspunt
Nadat haar man Donald omkomt in een verkeersongeluk, is Alice Hyatt een werkloze weduwe en alleenstaande moeder. Daarom vertrekt ze met haar tienerzoon Tommy naar Los Angeles in de hoop hier voet aan de grond te krijgen als zangeres. Ze komen tot aan Phoenix, waar hun auto het begeeft. Alice gaat ter plaatse aan het werk als serveerster in Mel's Diner, de eettent van eigenaar en kok Mel Sharples. Samen met mannengek Florence 'Flo' Castleberry en warhoofd Vera Louise Gorman bedient ze er zowel eenmalige als vaste klanten en van tijd tot tijd een beroemdheid.

## Rolverdeling
Alleen acteurs die verschenen in meer dan 20 afleveringen zijn vermeld
- Linda Lavin - Alice Hyatt
- Beth Howland - Vera Louise Gorman
- Vic Tayback - Mel Sharples
- Philip McKeon - Tommy Hyatt
- Polly Holliday - Florence Jean 'Flo' Castleberry
- Celia Weston - Jolene Hunnicutt
- Marvin Kaplan - Henry
- Duane R. Campbell - Chuck
- Dave Madden - Earl Hicks
- Diane Ladd - Belle Dupree
- Charles Levin - Elliot Novak